# MK Pelikán Siklós KC
A Siklós KC (más néven: MK Pelikán Siklós KC, MKP Siklós KC) magyar kézilabdacsapat, székhelye a Baranya vármegyei Siklóson található, jelenleg a harmadosztály "E" csoportjában szerepel.
A csapat háromszoros NBII-es bajnok, 1992-ben, 2011-ben és 2012-ben nyerte meg a bajnokságot.

## Férfi szakosztály

### Férfi felnőtt bajnokság (NB II)
A tabella állása 2024. 01. 02-án
| Csapat                      | M  | Gy | D | V | G+  | G–  | Gk  | P  |
| --------------------------- | -- | -- | - | - | --- | --- | --- | -- |
| Nagykanizsa                 | 11 | 9  | 1 | 1 | 370 | 297 | +73 | 19 |
| NEKA U21                    | 11 | 8  | 1 | 2 | 353 | 302 | +51 | 17 |
| Hőgyészi SC                 | 11 | 8  | 0 | 3 | 298 | 305 | -7  | 16 |
| PTE PEAC                    | 11 | 6  | 0 | 5 | 316 | 295 | +21 | 12 |
| Expressz Zálog Mecseknádasd | 11 | 4  | 1 | 6 | 317 | 330 | -13 | 9  |
| Nagyatádi RKC SE            | 11 | 3  | 0 | 8 | 310 | 355 | -45 | 6  |
| Pécsi VSE                   | 11 | 2  | 1 | 8 | 327 | 363 | -35 | 5  |
| MK Pelikán-Siklós KC        | 11 | 2  | 0 | 9 | 276 | 321 | -45 | 4  |

1. forduló
| 2023. szeptember 09. 18:00 (UTC+1) | Hőgyészi SC      | 25 – 21     | MK Pelikán-Siklós KC  | Vályi P. Szki. Tamási Nézőszám: 120 Játékvezetők: Ihász Bence László, Pápai Péter Bence |
| 2023. szeptember 09. 18:00 (UTC+1) | Mikita 6, Vald 5 | (15-8)      | Kovács 7, Temesvári 5 | Vályi P. Szki. Tamási Nézőszám: 120 Játékvezetők: Ihász Bence László, Pápai Péter Bence |
| 2023. szeptember 09. 18:00 (UTC+1) | 4× 1×            | Jegyzőkönyv | 4×                    | Vályi P. Szki. Tamási Nézőszám: 120 Játékvezetők: Ihász Bence László, Pápai Péter Bence |

2. forduló
| 2023. szeptember 16. 18:00 (UTC+1) | MK Pelikán-Siklós KC | 30-28       | Nagyatádi RKC SE       | Táncsics M. Gimn. Sportcsarnok, Siklós Nézőszám: 110 Játékvezetők: Kovacsik Gábor, Polgár Csaba |
| 2023. szeptember 16. 18:00 (UTC+1) | Sztárai 8, Kovács 7  | (16-18)     | Bazsó 10, Brezovszky 8 | Táncsics M. Gimn. Sportcsarnok, Siklós Nézőszám: 110 Játékvezetők: Kovacsik Gábor, Polgár Csaba |
| 2023. szeptember 16. 18:00 (UTC+1) | 5× 1×                | Jegyzőkönyv | 3×                     | Táncsics M. Gimn. Sportcsarnok, Siklós Nézőszám: 110 Játékvezetők: Kovacsik Gábor, Polgár Csaba |

3. forduló
| 2023. szeptember 30. 13:00 (UTC+1) | MK Pelikán-Siklós KC   | 28-35       | NEKA U21                 | Táncsics M. Gimn. Sportcsarnoka, Siklós Nézőszám: 50 Játékvezetők: Felhő Ferenc, Öcsi Tamás |
| 2023. szeptember 30. 13:00 (UTC+1) | Sztárai 9, Temesvári 7 | (15-16)     | Sikler, Deák 7, Benain 4 | Táncsics M. Gimn. Sportcsarnoka, Siklós Nézőszám: 50 Játékvezetők: Felhő Ferenc, Öcsi Tamás |
| 2023. szeptember 30. 13:00 (UTC+1) | 4× 2×                  | Jegyzőkönyv | 2×                       | Táncsics M. Gimn. Sportcsarnoka, Siklós Nézőszám: 50 Játékvezetők: Felhő Ferenc, Öcsi Tamás |

4. forduló
| 2023. október 08. 18:00 (UTC+1) | Pécsi VSE          | 34-27       | MK Pelikán-Siklós KC         | Sportközpont, Komló Nézőszám: 70 Játékvezetők: Rozina László, Ujvári László |
| 2023. október 08. 18:00 (UTC+1) | Csókás 12, Kekez 9 | (19-14)     | Temesvári 9, Kovács, Virág 5 | Sportközpont, Komló Nézőszám: 70 Játékvezetők: Rozina László, Ujvári László |
| 2023. október 08. 18:00 (UTC+1) | 5× 2×              | Jegyzőkönyv | 2× 2×                        | Sportközpont, Komló Nézőszám: 70 Játékvezetők: Rozina László, Ujvári László |

5. forduló
| 2023. október 14. 18:00 (UTC+1) | Expressz Zálog Mecseknádasd | 26-20       | MK Pelikán-Siklós KC                 | Városi Sportcsarnok, Mecseknádasd Nézőszám: 60 Játékvezetők: Drinóczi Balázs, Kiss Zoltán |
| 2023. október 14. 18:00 (UTC+1) | Csíki 6, Csamangó 5         | (13-8)      | Sztárai, Temesvári, Batta 4, Virág 3 | Városi Sportcsarnok, Mecseknádasd Nézőszám: 60 Játékvezetők: Drinóczi Balázs, Kiss Zoltán |
| 2023. október 14. 18:00 (UTC+1) | 5× 1×                       | Jegyzőkönyv | 2× 1×                                | Városi Sportcsarnok, Mecseknádasd Nézőszám: 60 Játékvezetők: Drinóczi Balázs, Kiss Zoltán |

6. forduló
| 2023. október 29. 15:00 (UTC+1) | MK Pelikán-Siklós KC   | 17-23       | PTE PEAC          | Siklósi Táncsics M. Gimn. Sportcsarnoka, Siklós Nézőszám: 150 Játékvezetők: Szászfai Csaba, Tasnádi László |
| 2023. október 29. 15:00 (UTC+1) | Sztárai 6, Temesvári 4 | (12-11)     | Szép 6, Forgács 5 | Siklósi Táncsics M. Gimn. Sportcsarnoka, Siklós Nézőszám: 150 Játékvezetők: Szászfai Csaba, Tasnádi László |
| 2023. október 29. 15:00 (UTC+1) | 2× 2×                  | Jegyzőkönyv | 3× 1×             | Siklósi Táncsics M. Gimn. Sportcsarnoka, Siklós Nézőszám: 150 Játékvezetők: Szászfai Csaba, Tasnádi László |

7. forduló
| 2023. november 11. 16:00 (UTC+1) | Nagykanizsa                                | 32-28       | MK Pelikán-Siklós KC   | Tungsram SE Sportcsarnok, Nagykanizsa Nézőszám: 100 Játékvezetők: Papp Richárd Csaba, Vadróczki Gábor |
| 2023. november 11. 16:00 (UTC+1) | Csordás, Apró 5, Kovacsics, Hári, Balogh 4 | (14-13)     | Temesvári 11, Fekete 8 | Tungsram SE Sportcsarnok, Nagykanizsa Nézőszám: 100 Játékvezetők: Papp Richárd Csaba, Vadróczki Gábor |
| 2023. november 11. 16:00 (UTC+1) | 4× 1×                                      | Jegyzőkönyv | 2×                     | Tungsram SE Sportcsarnok, Nagykanizsa Nézőszám: 100 Játékvezetők: Papp Richárd Csaba, Vadróczki Gábor |

8. forduló
| 2023. november 18. 18:00 (UTC+1) | MK Pelikán-Siklós KC | 23-25       | Hőgyészi SC            | Siklósi Táncsics M. Gimn. Sportcsarnok, Siklós Nézőszám: 112 Játékvezetők: Hovámy István, Ubornyák Zoltán |
| 2023. november 18. 18:00 (UTC+1) | Katona 7, Virág 6    | (11-13)     | Pap 8, Vojkovics Gy. 5 | Siklósi Táncsics M. Gimn. Sportcsarnok, Siklós Nézőszám: 112 Játékvezetők: Hovámy István, Ubornyák Zoltán |
| 2023. november 18. 18:00 (UTC+1) | 6× 2×                | Jegyzőkönyv | 3× 1×                  | Siklósi Táncsics M. Gimn. Sportcsarnok, Siklós Nézőszám: 112 Játékvezetők: Hovámy István, Ubornyák Zoltán |

9. forduló
| 2023. november 25. 16:00 (UTC+1) | Nagyatádi RKC SE      | 34-32       | MK Pelikán-Siklós KC | Városi Sportcsarnok, Nagyatád Nézőszám: 100 Játékvezetők: Hargitai II. Gábor, Palkovits Dávid |
| 2023. november 25. 16:00 (UTC+1) | Brezovszky 17, Soós 5 | (19-13)     | Virág 8, Temesvári 7 | Városi Sportcsarnok, Nagyatád Nézőszám: 100 Játékvezetők: Hargitai II. Gábor, Palkovits Dávid |
| 2023. november 25. 16:00 (UTC+1) | 5× 2×                 | Jegyzőkönyv | 4× 2×                | Városi Sportcsarnok, Nagyatád Nézőszám: 100 Játékvezetők: Hargitai II. Gábor, Palkovits Dávid |

10. forduló
| 2023. december 2. 14:00 (UTC+1) | NEKA U21                  | 33-23       | MK Pelikán-Siklós KC         | NEKA Csarnok, Balatonboglár Nézőszám: 55 Játékvezetők: Tóbiás Richárd Tamás, Végh András |
| 2023. december 2. 14:00 (UTC+1) | Deák 5, Dömötör, Bredák 4 | (19-12)     | Virág, Temesvári 6, Fekete 5 | NEKA Csarnok, Balatonboglár Nézőszám: 55 Játékvezetők: Tóbiás Richárd Tamás, Végh András |
| 2023. december 2. 14:00 (UTC+1) |                           | Jegyzőkönyv | 1× 2×                        | NEKA Csarnok, Balatonboglár Nézőszám: 55 Játékvezetők: Tóbiás Richárd Tamás, Végh András |

11. forduló
| 2023. december 9. 18:00 (UTC+1) | MK Pelikán-Siklós KC          | 27-26       | Pécsi VSE        | Siklósi Táncsics M. Gimn. Sportcsarnoka, Siklós Nézőszám: 78 Játékvezetők: Szászfai Csaba, Tasnádi László |
| 2023. december 9. 18:00 (UTC+1) | Temesvári 10, Virág, Katona 5 | (15-15)     | Kekez 7, Sinkó 6 | Siklósi Táncsics M. Gimn. Sportcsarnoka, Siklós Nézőszám: 78 Játékvezetők: Szászfai Csaba, Tasnádi László |
| 2023. december 9. 18:00 (UTC+1) | 2× 1×                         | Jegyzőkönyv | 1×               | Siklósi Táncsics M. Gimn. Sportcsarnoka, Siklós Nézőszám: 78 Játékvezetők: Szászfai Csaba, Tasnádi László |

Téli szünet

12. forduló
| 2024. február 17. 11:00 (UTC+1) | MK Pelikán-Siklós KC | ' | Expressz Zálog Mecseknádasd | Siklósi Táncsics M. Gimn. Sportcsarnoka, Siklós |
| 2024. február 17. 11:00 (UTC+1) |                      |   |                             | Siklósi Táncsics M. Gimn. Sportcsarnoka, Siklós |
| 2024. február 17. 11:00 (UTC+1) | Jegyzőkönyv          |   |                             | Siklósi Táncsics M. Gimn. Sportcsarnoka, Siklós |

13. forduló
| 2024. február 24. 11:00 (UTC+1) | PTE PEAC    | ' | MK Pelikán-Siklós KC | Egyetemi Sportcsarnok, Pécs |
| 2024. február 24. 11:00 (UTC+1) |             |   |                      | Egyetemi Sportcsarnok, Pécs |
| 2024. február 24. 11:00 (UTC+1) | Jegyzőkönyv |   |                      | Egyetemi Sportcsarnok, Pécs |

14. forduló
| 2024. március 2. 13:00 (UTC+1) | MK Pelikán-Siklós KC | ' | Nagykanizsa | Siklósi Táncsics M. Gimn. Sportcsarnoka, Siklós |
| 2024. március 2. 13:00 (UTC+1) |                      |   |             | Siklósi Táncsics M. Gimn. Sportcsarnoka, Siklós |
| 2024. március 2. 13:00 (UTC+1) | Jegyzőkönyv          |   |             | Siklósi Táncsics M. Gimn. Sportcsarnoka, Siklós |

-. forduló
| [[]]. [[]] (UTC+1) |  | ' |  | [[]] |
| [[]]. [[]] (UTC+1) |  |   |  | [[]] |
| [[]]. [[]] (UTC+1) |  |   |  | [[]] |

-. forduló
| [[]]. [[.]] (UTC+1) |  | ' |  | [[]] |
| [[]]. [[.]] (UTC+1) |  |   |  | [[]] |
| [[]]. [[.]] (UTC+1) |  |   |  | [[]] |

-. forduló
| [[]]. [[]] (UTC+1) |  | ' |  | [[]] |
| [[]]. [[]] (UTC+1) |  |   |  | [[]] |
| [[]]. [[]] (UTC+1) |  |   |  | [[]] |

-. forduló
| [[]]. [[.]] (UTC+1) |  | ' |  | [[]] |
| [[]]. [[.]] (UTC+1) |  |   |  | [[]] |
| [[]]. [[.]] (UTC+1) |  |   |  | [[]] |

### Férfi Ifjúsági bajnokság (Ifjúsági III. osztály- D csoport)
1. forduló
| 2023. szeptember 7. 17:00 (UTC+1) | Expressz Zálog Mecseknádasd     | 51-23       | MK Pelikán-Siklós KC | Városi Sportcsarnok, Mecseknádasd Nézőszám: 25 Játékvezetők: Kóbor András, Szászfai Csaba |
| 2023. szeptember 7. 17:00 (UTC+1) | Hernesz 13, Gerner, Hausmann 11 | (28-6)      | Dávid 8, Ferenczi 7  | Városi Sportcsarnok, Mecseknádasd Nézőszám: 25 Játékvezetők: Kóbor András, Szászfai Csaba |
| 2023. szeptember 7. 17:00 (UTC+1) | 2× 2×                           | Jegyzőkönyv | 3× 2×                | Városi Sportcsarnok, Mecseknádasd Nézőszám: 25 Játékvezetők: Kóbor András, Szászfai Csaba |

2. forduló
| 2023. szeptember 15. 16:30 (UTC+1) | MK Pelikán-Siklós KC | 24-50       | Csurgói KK II.      | Siklósi Táncsics M. Gimn. Sportcsarnoka, Siklós Nézőszám: 15 Játékvezetők: Kóbor András, Szászfai Csaba |
| 2023. szeptember 15. 16:30 (UTC+1) | Dávid 10, Ferenczi 7 | (9-25)      | Leposa 11, Barcza 9 | Siklósi Táncsics M. Gimn. Sportcsarnoka, Siklós Nézőszám: 15 Játékvezetők: Kóbor András, Szászfai Csaba |
| 2023. szeptember 15. 16:30 (UTC+1) | 2×                   | Jegyzőkönyv | 4× 1×               | Siklósi Táncsics M. Gimn. Sportcsarnoka, Siklós Nézőszám: 15 Játékvezetők: Kóbor András, Szászfai Csaba |

3. forduló
| 2023. szeptember 20. 20:00 (UTC+1) | Kalocsai KC         | 38-36       | MK Pelikán-Siklós KC           | Városi Sportcsarnok, Kalocsa Nézőszám: 30 Játékvezetők: Bálint Barnabás, Török Kristóf Zoltán |
| 2023. szeptember 20. 20:00 (UTC+1) | Harsányi 10, Badó 9 | (18-17)     | Dávid 21, Ferenczi, Pozsonyi 7 | Városi Sportcsarnok, Kalocsa Nézőszám: 30 Játékvezetők: Bálint Barnabás, Török Kristóf Zoltán |
| 2023. szeptember 20. 20:00 (UTC+1) | 5×                  | Jegyzőkönyv | 1× 1×                          | Városi Sportcsarnok, Kalocsa Nézőszám: 30 Játékvezetők: Bálint Barnabás, Török Kristóf Zoltán |

4. forduló
| 2023. szeptember 30. 11:00 (UTC+1) | MK Pelikán-Siklós KC | 20-57   | Nagyatádi RKC SE     | Siklósi Táncsics M. Gimn. Sportcsarnoka, Siklós Nézőszám: 25 Játékvezetők: Kertész Bálint, Miháldinecz József |
| 2023. szeptember 30. 11:00 (UTC+1) | Ferenczi 8, Varga 4  | (11-29) | Kanyar 14, Falusi 13 | Siklósi Táncsics M. Gimn. Sportcsarnoka, Siklós Nézőszám: 25 Játékvezetők: Kertész Bálint, Miháldinecz József |
| 2023. szeptember 30. 11:00 (UTC+1) | Jegyzőkönyv          |         |                      | Siklósi Táncsics M. Gimn. Sportcsarnoka, Siklós Nézőszám: 25 Játékvezetők: Kertész Bálint, Miháldinecz József |

5. forduló
| 2023. október 7. 15:30 (UTC+1) | Hőgyészi SC         | 45-22       | MK Pelikán-Siklós KC | Vályi P. Szki., Tamási Nézőszám: 60 Játékvezetők: Kovacsik Gábor, Lukács Noémi |
| 2023. október 7. 15:30 (UTC+1) | Rőmer 12, Kovács 10 | (28-9)      | Dávid 10, Pozsonyi 8 | Vályi P. Szki., Tamási Nézőszám: 60 Játékvezetők: Kovacsik Gábor, Lukács Noémi |
| 2023. október 7. 15:30 (UTC+1) | 2×                  | Jegyzőkönyv | 3× 1×                | Vályi P. Szki., Tamási Nézőszám: 60 Játékvezetők: Kovacsik Gábor, Lukács Noémi |

6. forduló
| 2023. október 14. 14:00 (UTC+1) | MK Pelikán-Siklós KC | 22-43       | Tungsram SE           | Siklósi Táncsics M. Gimn. Sportcsarnoka, Siklós Nézőszám: 30 Játékvezetők: Szászfai Csaba, Szűcs Attila Árpád |
| 2023. október 14. 14:00 (UTC+1) | Pozsonyi 9, Szabó 4  | (12-19)     | Hajmási 12, Pungor 10 | Siklósi Táncsics M. Gimn. Sportcsarnoka, Siklós Nézőszám: 30 Játékvezetők: Szászfai Csaba, Szűcs Attila Árpád |
| 2023. október 14. 14:00 (UTC+1) | 1×                   | Jegyzőkönyv | 1× 1×                 | Siklósi Táncsics M. Gimn. Sportcsarnoka, Siklós Nézőszám: 30 Játékvezetők: Szászfai Csaba, Szűcs Attila Árpád |

7. forduló
| 2023. október 28. 12:00 (UTC+1) | PVSE                  | 45-30       | MK Pelikán-Siklós KC | 3. számú Ált. Isk. Sportcsarnok, Szentlőrinc Nézőszám: 50 Játékvezetők: Nagy-Iván Csaba, Pál Rebeka |
| 2023. október 28. 12:00 (UTC+1) | Hónig 18, Taksonyi 10 | (23-12)     | Pozsonyi 8, Dávid 7  | 3. számú Ált. Isk. Sportcsarnok, Szentlőrinc Nézőszám: 50 Játékvezetők: Nagy-Iván Csaba, Pál Rebeka |
| 2023. október 28. 12:00 (UTC+1) | 3× 2× 1×              | Jegyzőkönyv | 6× 1×                | 3. számú Ált. Isk. Sportcsarnok, Szentlőrinc Nézőszám: 50 Játékvezetők: Nagy-Iván Csaba, Pál Rebeka |

8. forduló
| 2023. november 11. 11:00 (UTC+1) | MK Pelikán-Siklós KC        | 22-37       | Georgikon DSE               | Siklósi Táncsics M. Gimn. Sportcsarnoka, Siklós Nézőszám: 34 Játékvezetők: Kóbor András, Szászfai Csaba |
| 2023. november 11. 11:00 (UTC+1) | Pozsonyi, Szabó 6, Kovács 4 | (10-18)     | Szakonyi Balázs 12, Boncz 5 | Siklósi Táncsics M. Gimn. Sportcsarnoka, Siklós Nézőszám: 34 Játékvezetők: Kóbor András, Szászfai Csaba |
| 2023. november 11. 11:00 (UTC+1) | 3×                          | Jegyzőkönyv | 4×                          | Siklósi Táncsics M. Gimn. Sportcsarnoka, Siklós Nézőszám: 34 Játékvezetők: Kóbor András, Szászfai Csaba |

9. forduló
| 2023. november 18. 11:00 (UTC+1) | MK Pelikán-Siklós KC          | 15-30       | Bácska SZSE                 | Siklósi Táncsics M. Gimn. Sportcsarnoka, Siklós Nézőszám: 52 Játékvezetők: Pál Rebeka, Szűcs Attila Árpád |
| 2023. november 18. 11:00 (UTC+1) | Dávid, Ferenczi 5, Pozsonyi 3 | (10-16)     | Riedel B. 14, Gál, Kiefer 6 | Siklósi Táncsics M. Gimn. Sportcsarnoka, Siklós Nézőszám: 52 Játékvezetők: Pál Rebeka, Szűcs Attila Árpád |
| 2023. november 18. 11:00 (UTC+1) | 1× 1×                         | Jegyzőkönyv | 4×                          | Siklósi Táncsics M. Gimn. Sportcsarnoka, Siklós Nézőszám: 52 Játékvezetők: Pál Rebeka, Szűcs Attila Árpád |

10. forduló
| 2023. november 24. 18:00 (UTC+1) | MK Pelikán-Siklós KC | 29-29       | Kiskőrösi KSK                | Siklósi Táncsics M. Gimn. Sportcsarnoka, Siklós Nézőszám: 30 Játékvezetők: Nagy-Iván Csaba, Németh Norbert |
| 2023. november 24. 18:00 (UTC+1) | Dávid 12, Pozsonyi 7 | (16-16)     | Döme, Harangozó 7, Megyeri 5 | Siklósi Táncsics M. Gimn. Sportcsarnoka, Siklós Nézőszám: 30 Játékvezetők: Nagy-Iván Csaba, Németh Norbert |
| 2023. november 24. 18:00 (UTC+1) | 6× 1×                | Jegyzőkönyv | 3× 1×                        | Siklósi Táncsics M. Gimn. Sportcsarnoka, Siklós Nézőszám: 30 Játékvezetők: Nagy-Iván Csaba, Németh Norbert |

Téli szünet

14. forduló
| 2013. február 16. 16:00 (UTC+1) | DRB Bank Siklós KC         | 26 - 39     | Szentendre KC | Siklós Nézőszám: 37 Játékvezetők: Rozina László, Teimel Zsolt |
| 2013. február 16. 16:00 (UTC+1) | Katona, Szenttamási Nagy 8 | (11-19)     | Völker 10     | Siklós Nézőszám: 37 Játékvezetők: Rozina László, Teimel Zsolt |
| 2013. február 16. 16:00 (UTC+1) | 5× 1×                      | Jegyzőkönyv | 5× 2×         | Siklós Nézőszám: 37 Játékvezetők: Rozina László, Teimel Zsolt |

15. forduló
| 2013. február 23. 19:00 (UTC+1) | Balatonfüredi KSE II. | 40 - 24     | DRB Bank Siklós KC  | Balatonfüred Nézőszám: 69 Játékvezetők: Gál Tamás, Tari Tibor |
| 2013. február 23. 19:00 (UTC+1) | Déber 7               | (19-9)      | Szenttamási Nagy 12 | Balatonfüred Nézőszám: 69 Játékvezetők: Gál Tamás, Tari Tibor |
| 2013. február 23. 19:00 (UTC+1) | 8× 3×                 | Jegyzőkönyv | 4× 1×               | Balatonfüred Nézőszám: 69 Játékvezetők: Gál Tamás, Tari Tibor |

17. forduló
| 2013. március 9. 16:00 (UTC+1) | Várpalotai Bányász SK | 34 - 22     | DRB Bank Siklós KC | Várpalota Nézőszám: 108 Játékvezetők: Horváth János, Jancsó István |
| 2013. március 9. 16:00 (UTC+1) | Puskás 8              | (13-11)     | Katona 8           | Várpalota Nézőszám: 108 Játékvezetők: Horváth János, Jancsó István |
| 2013. március 9. 16:00 (UTC+1) | 4× 2×                 | Jegyzőkönyv | 3× 3× 1×           | Várpalota Nézőszám: 108 Játékvezetők: Horváth János, Jancsó István |

18. forduló
| 2013. március 17. 16:00 (UTC+1) | DRB Bank Siklós KC | 23 - 43     | SZESE Győr | Siklós Nézőszám: 50 Játékvezetők: Nagy-Iván Csaba, Szabó Attila |
| 2013. március 17. 16:00 (UTC+1) | Mehicic 8          | (11-18)     | Horváth 8  | Siklós Nézőszám: 50 Játékvezetők: Nagy-Iván Csaba, Szabó Attila |
| 2013. március 17. 16:00 (UTC+1) | 3× 2×              | Jegyzőkönyv | 4× 3×      | Siklós Nézőszám: 50 Játékvezetők: Nagy-Iván Csaba, Szabó Attila |

19. forduló
| 2013. március 24. 16:00 (UTC+1) | DRB Bank Siklós KC | 24 - 39     | Komlói BSK-Tom Trans | Siklós Nézőszám: 60 Játékvezetők: Gadányi Tibor, Kovacsik Gábor |
| 2013. március 24. 16:00 (UTC+1) | Szenttamási Nagy 8 | (10-20)     | Laufer 6             | Siklós Nézőszám: 60 Játékvezetők: Gadányi Tibor, Kovacsik Gábor |
| 2013. március 24. 16:00 (UTC+1) | 3× 2×              | Jegyzőkönyv | 3× 2×                | Siklós Nézőszám: 60 Játékvezetők: Gadányi Tibor, Kovacsik Gábor |

20. forduló
| 2013. március 31. 16:00 (UTC+1) | Százhalombattai KE | 44 - 14     | DRB Bank Siklós KC | Százhalombatta Nézőszám: 80 Játékvezetők: Morvai Balázs, Tengely Bálint |
| 2013. március 31. 16:00 (UTC+1) | Rakvács 8          | (21-7)      | Mehicic 5          | Százhalombatta Nézőszám: 80 Játékvezetők: Morvai Balázs, Tengely Bálint |
| 2013. március 31. 16:00 (UTC+1) | 4× 1×              | Jegyzőkönyv | 6× 1×              | Százhalombatta Nézőszám: 80 Játékvezetők: Morvai Balázs, Tengely Bálint |

25. forduló
| 2013. április 7. 16:00 (UTC+1) | DRB Bank Siklós KC | 30 - 36 | Tatai HAC | Siklós Nézőszám: 0 Játékvezetők: Kóbor András, Tasnádi László |
| 2013. április 7. 16:00 (UTC+1) |                    |         |           | Siklós Nézőszám: 0 Játékvezetők: Kóbor András, Tasnádi László |
| 2013. április 7. 16:00 (UTC+1) | Jegyzőkönyv        |         |           | Siklós Nézőszám: 0 Játékvezetők: Kóbor András, Tasnádi László |

### Fiú serdülő bajnokság (OSB D)

#### Alapszakasz
1. forduló
| 2012. szeptember 30. 16:00 (UTC+1) | Siklós KC           | 11 - 47     | Csurgói KK | Siklós Nézőszám: 50 Játékvezetők: Bedics Attila, Fekete Tamás |
| 2012. szeptember 30. 16:00 (UTC+1) | Szenttamási Nagy 10 | (4-20)      | Miksó 8    | Siklós Nézőszám: 50 Játékvezetők: Bedics Attila, Fekete Tamás |
| 2012. szeptember 30. 16:00 (UTC+1) | 1×                  | Jegyzőkönyv | 3×         | Siklós Nézőszám: 50 Játékvezetők: Bedics Attila, Fekete Tamás |

2. forduló
| 2012. október 3. 18:00 (UTC+1) | Pécsi VSE    | 51 - 14     | Siklós KC           | Pécs Nézőszám: 12 Játékvezetők: Ujvári László |
| 2012. október 3. 18:00 (UTC+1) | Csizmadia 12 | (24-7)      | Szenttamási Nagy 10 | Pécs Nézőszám: 12 Játékvezetők: Ujvári László |
| 2012. október 3. 18:00 (UTC+1) | 3× 3×        | Jegyzőkönyv | 1× 1×               | Pécs Nézőszám: 12 Játékvezetők: Ujvári László |

3. forduló
| 2012. október 10. 18:15 (UTC+1) | Komlói BSK     | 45 - 15     | Siklós KC          | Komló Nézőszám: 80 |
| 2012. október 10. 18:15 (UTC+1) | Blumenschein 8 |             | Szenttamási Nagy 8 | Komló Nézőszám: 80 |
| 2012. október 10. 18:15 (UTC+1) | 2× 1×          | Jegyzőkönyv | 1× 2×              | Komló Nézőszám: 80 |

4. forduló
| 2012. október 21. 16:00 (UTC+1) | Siklós KC          | 15 - 54     | Dunaújvárosi VSI | Siklós Nézőszám: 36 |
| 2012. október 21. 16:00 (UTC+1) | Szenttamási Nagy 9 | (7-25)      | Orbán 15         | Siklós Nézőszám: 36 |
| 2012. október 21. 16:00 (UTC+1) |                    | Jegyzőkönyv | 2× 2×            | Siklós Nézőszám: 36 |

5. forduló
| 2012. október 28. 16:00 (UTC+1) | Siklós KC           | 17 - 27     | Szentgotthárdi KK | Siklós |
| 2012. október 28. 16:00 (UTC+1) | Szenttamási Nagy 10 | (3-16)      | Nagy 10           | Siklós |
| 2012. október 28. 16:00 (UTC+1) | 2×                  | Jegyzőkönyv | 1×                | Siklós |

6. forduló
| 2012. november 3. 11:00 (UTC+1) | Bácska SzSE | 39 - 14     | Siklós KC          | Hercegszántó Nézőszám: 50 Játékvezetők: Rozina László, Teimel Zsolt |
| 2012. november 3. 11:00 (UTC+1) | Marcsek 10  | (14-6)      | Szenttamási Nagy 9 | Hercegszántó Nézőszám: 50 Játékvezetők: Rozina László, Teimel Zsolt |
| 2012. november 3. 11:00 (UTC+1) | 1× 2×       | Jegyzőkönyv | 1× 3×              | Hercegszántó Nézőszám: 50 Játékvezetők: Rozina László, Teimel Zsolt |

7. forduló
| 2012. november 8. 16:00 (UTC+1) | Szigetvári KSE | 20 - 33     | Siklós KC           | Szigetvár Nézőszám: 35 |
| 2012. november 8. 16:00 (UTC+1) | Csór 6         | (8-16)      | Szenttamási Nagy 18 | Szigetvár Nézőszám: 35 |
| 2012. november 8. 16:00 (UTC+1) | 4× 3×          | Jegyzőkönyv | 3× 3×               | Szigetvár Nézőszám: 35 |

Szezonszünet

8. forduló
| 2012. november 16. 14:00 (UTC+1) | Csurgói KK          | 33 - 13     | Siklós KC          | Csúrgó Nézőszám: 40 |
| 2012. november 16. 14:00 (UTC+1) | Hertelendy, Jónás 5 | (14-3)      | Szenttamási Nagy 9 | Csúrgó Nézőszám: 40 |
| 2012. november 16. 14:00 (UTC+1) | 1× 2×               | Jegyzőkönyv | 1× 2×              | Csúrgó Nézőszám: 40 |

9. forduló
| 2013. november 25. 16:00 (UTC+1) | Siklós KC           | 15 - 48     | Pécsi VSE   | Siklós Nézőszám: 20 |
| 2013. november 25. 16:00 (UTC+1) | Szenttamási Nagy 11 | (8-19)      | Temesvári 8 | Siklós Nézőszám: 20 |
| 2013. november 25. 16:00 (UTC+1) | 2× 1×               | Jegyzőkönyv | 2× 3× 1×    | Siklós Nézőszám: 20 |

10. forduló
| 2012. december 1. 16:00 (UTC+1) | Siklós KC           | 21 - 54     | Komlói BSK  | Siklós Nézőszám: 43 Játékvezetők: Bedics Attila, Fekete Tamás |
| 2012. december 1. 16:00 (UTC+1) | Szenttamási Nagy 13 | (6-27)      | Hoffmann 12 | Siklós Nézőszám: 43 Játékvezetők: Bedics Attila, Fekete Tamás |
| 2012. december 1. 16:00 (UTC+1) | 2× 2×               | Jegyzőkönyv | 2×          | Siklós Nézőszám: 43 Játékvezetők: Bedics Attila, Fekete Tamás |

11. forduló
| 2012. december 6. 17:00 (UTC+1) | Dunaújvárosi VSI | 50 - 24     | Siklós KC           | Dunaújváros Nézőszám: 62 Játékvezetők: Csada Brigitta, Nikolényi Ágnes |
| 2012. december 6. 17:00 (UTC+1) | Gelencsér 12     | (25-10)     | Szenttamási Nagy 10 | Dunaújváros Nézőszám: 62 Játékvezetők: Csada Brigitta, Nikolényi Ágnes |
| 2012. december 6. 17:00 (UTC+1) | 2×               | Jegyzőkönyv | 1× 1×               | Dunaújváros Nézőszám: 62 Játékvezetők: Csada Brigitta, Nikolényi Ágnes |

12. forduló
| 2012. december 15. 16:00 (UTC+1) | Szentgotthárdi KK           | 33 - 15     | Siklós KC          | Szentgotthárd Nézőszám: 20 |
| 2012. december 15. 16:00 (UTC+1) | Máklár, Nagy, Tóth, Weidl 5 | (18-15)     | Szenttamási Nagy 9 | Szentgotthárd Nézőszám: 20 |
| 2012. december 15. 16:00 (UTC+1) | 3× 2×                       | Jegyzőkönyv | 3× 2×              | Szentgotthárd Nézőszám: 20 |

Téli szünet

13. forduló
| 2013. január 13. 16:00 (UTC+1) | Siklós KC          | 20 - 22     | Bácska SzSE | Siklós Nézőszám: 50 Játékvezetők: Bedics Attila, Fekete Tamás |
| 2013. január 13. 16:00 (UTC+1) | Szenttamási Nagy 9 | (11-19)     | Marcsek 8   | Siklós Nézőszám: 50 Játékvezetők: Bedics Attila, Fekete Tamás |
| 2013. január 13. 16:00 (UTC+1) | 3×                 | Jegyzőkönyv | 1×          | Siklós Nézőszám: 50 Játékvezetők: Bedics Attila, Fekete Tamás |

14. forduló
| 2013. január 20. 16:00 (UTC+1) | Siklós KC           | 26 - 16     | Szigetvári KSE | Siklós Nézőszám: 50 Játékvezetők: Bedics Attila, Katona Balázs |
| 2013. január 20. 16:00 (UTC+1) | Szenttamási Nagy 10 | (17-0)      | Csór 8         | Siklós Nézőszám: 50 Játékvezetők: Bedics Attila, Katona Balázs |
| 2013. január 20. 16:00 (UTC+1) | 2× 2×               | Jegyzőkönyv | 6× 2× 1×       | Siklós Nézőszám: 50 Játékvezetők: Bedics Attila, Katona Balázs |

#### Alsóház
1. forduló
| 2013. március 10. 10:00 (UTC+1) | Siklós KC           | 35 - 9      | Szigetvári KSE       | Siklós Nézőszám: 0 Játékvezetők: Bedics Attila, Katona Balázs |
| 2013. március 10. 10:00 (UTC+1) | Szenttamási Nagy 15 | (15-7)      | Csór, Stjepanovics 2 | Siklós Nézőszám: 0 Játékvezetők: Bedics Attila, Katona Balázs |
| 2013. március 10. 10:00 (UTC+1) | 3× 3×               | Jegyzőkönyv | 2× 3×                | Siklós Nézőszám: 0 Játékvezetők: Bedics Attila, Katona Balázs |

2. forduló
| 2013. március 12. 15:00 (UTC+1) | Siklós KC           | 30 - 31     | Szentgotthárdi KK | Siklós Nézőszám: 0 Játékvezetők: Szabó Attila, Szászfai Csaba |
| 2013. március 12. 15:00 (UTC+1) | Szenttamási Nagy 16 | (13-18)     | Nagy 8            | Siklós Nézőszám: 0 Játékvezetők: Szabó Attila, Szászfai Csaba |
| 2013. március 12. 15:00 (UTC+1) | 5× 2×               | Jegyzőkönyv | 5× 2× 1×          | Siklós Nézőszám: 0 Játékvezetők: Szabó Attila, Szászfai Csaba |

3. forduló
| 2013. március 28. 16:00 (UTC+1) | Siklós KC   | 23 - 27 | Bácska SzSE | Siklós Nézőszám: 0 Játékvezetők: Bedics Attila, Katona Balázs |
| 2013. március 28. 16:00 (UTC+1) | (11-12)     |         |             | Siklós Nézőszám: 0 Játékvezetők: Bedics Attila, Katona Balázs |
| 2013. március 28. 16:00 (UTC+1) | Jegyzőkönyv |         |             | Siklós Nézőszám: 0 Játékvezetők: Bedics Attila, Katona Balázs |

Szezonszünet
3. forduló
| 2013. április 11. 16:00 (UTC+1) | Szigetvári KSE | 13 - 30 | Siklós KC | Szigetvár |
| 2013. április 11. 16:00 (UTC+1) | (6-10)         |         |           | Szigetvár |
| 2013. április 11. 16:00 (UTC+1) |                |         |           | Szigetvár |

## Női szakosztály

### Női felnőtt bajnokság (NB II)
1. forduló
| 2012. szeptember 29. 16:00 (UTC+1) | DRB Bank Siklós KC | 33 - 16        | Bácsbokodi NKSE | Siklós Nézőszám: 0 Játékvezetők: Bán Farkas László, Miksó Dániel |
| 2012. szeptember 29. 16:00 (UTC+1) | Spán 10            | (15-7)         | Terner 7        | Siklós Nézőszám: 0 Játékvezetők: Bán Farkas László, Miksó Dániel |
| 2012. szeptember 29. 16:00 (UTC+1) | 4× 2×              | Jegyzőkönyv [] | 5× 2×           | Siklós Nézőszám: 0 Játékvezetők: Bán Farkas László, Miksó Dániel |

2. forduló
| 2012. október 13. 18:00 (UTC+1) | Tolna KC  | 34 - 31        | DRB Bank Siklós KC | Tolna Nézőszám: 0 Játékvezetők: Réger Róbert, Vandróczki Gábor |
| 2012. október 13. 18:00 (UTC+1) | Csonka 13 | (17-17)        | Spán 10            | Tolna Nézőszám: 0 Játékvezetők: Réger Róbert, Vandróczki Gábor |
| 2012. október 13. 18:00 (UTC+1) | 4×        | Jegyzőkönyv [] | 3× 1×              | Tolna Nézőszám: 0 Játékvezetők: Réger Róbert, Vandróczki Gábor |

3. forduló
| 2012. október 20. 16:00 (UTC+1) | DRB Bank Siklós KC | 28 - 28        | Szekszárdi FGKC II. | Siklós Nézőszám: 0 Játékvezetők: Bán Farkas László, Miksó Dániel |
| 2012. október 20. 16:00 (UTC+1) | Tóth 7             | (14-13)        | Mizsák 13           | Siklós Nézőszám: 0 Játékvezetők: Bán Farkas László, Miksó Dániel |
| 2012. október 20. 16:00 (UTC+1) | 2× 3× 1×           | Jegyzőkönyv [] | 7× 3×               | Siklós Nézőszám: 0 Játékvezetők: Bán Farkas László, Miksó Dániel |

4. forduló
| 2012. október 27. 16:00 (UTC+1) | TAM-BAU Tamási KC | 19 - 20        | DRB Bank Siklós KC | Tamási Nézőszám: 0 Játékvezetők: Asztalos Bence, Bárkányi Gábor |
| 2012. október 27. 16:00 (UTC+1) | Szőke D. 5        | (10-16)        | Tóth T. 7          | Tamási Nézőszám: 0 Játékvezetők: Asztalos Bence, Bárkányi Gábor |
| 2012. október 27. 16:00 (UTC+1) | 2× 3×             | Jegyzőkönyv [] | 2× 2×              | Tamási Nézőszám: 0 Játékvezetők: Asztalos Bence, Bárkányi Gábor |

5. forduló
| 2012. november 3. 16:00 (UTC+1) | DRB Bank Siklós KC | 22 - 21        | Kozármisleny SE        | Siklós Nézőszám: 0 Játékvezetők: Bogdán Ferenc, Szászfai Csaba |
| 2012. november 3. 16:00 (UTC+1) | Spán I. 12         | (11-12)        | Halász B., Vincze O. 5 | Siklós Nézőszám: 0 Játékvezetők: Bogdán Ferenc, Szászfai Csaba |
| 2012. november 3. 16:00 (UTC+1) | 4× 2×              | Jegyzőkönyv [] | 3× 2×                  | Siklós Nézőszám: 0 Játékvezetők: Bogdán Ferenc, Szászfai Csaba |

6. forduló
| 2012. november 10. 16:00 (UTC+1) | Pécsváradi Spartacus SE | 23 - 31        | DRB Bank Siklós KC | Pécsvárad Nézőszám: 0 Játékvezetők: Kóbor András, Tasnádi László |
| 2012. november 10. 16:00 (UTC+1) | Gyenis P. 7             | (13-13)        | Hild L. 8          | Pécsvárad Nézőszám: 0 Játékvezetők: Kóbor András, Tasnádi László |
| 2012. november 10. 16:00 (UTC+1) | 7× 3×                   | Jegyzőkönyv [] | 4× 2×              | Pécsvárad Nézőszám: 0 Játékvezetők: Kóbor András, Tasnádi László |

7. forduló
| 2012. november 18. 12:00 (UTC+1) | DRB Bank Siklós KC | 29 - 25        | Hévíz SK   | Siklós Nézőszám: 0 Játékvezetők: Bódis József, Markhard Zsolt |
| 2012. november 18. 12:00 (UTC+1) | Spán I. 7          | (14-14)        | Fehér K. 7 | Siklós Nézőszám: 0 Játékvezetők: Bódis József, Markhard Zsolt |
| 2012. november 18. 12:00 (UTC+1) | 1× 2×              | Jegyzőkönyv [] | 2× 3×      | Siklós Nézőszám: 0 Játékvezetők: Bódis József, Markhard Zsolt |

9. forduló
| 2012. december 1. 16:00 (UTC+1) | Balatonszemes KSE | 30 - 26        | DRB Bank Siklós KC | Balatonszemes Nézőszám: 0 Játékvezetők: Gachovetz Tibor, Tiringer László |
| 2012. december 1. 16:00 (UTC+1) | Kiss E. 12        | (12-12)        | Spán I. 11         | Balatonszemes Nézőszám: 0 Játékvezetők: Gachovetz Tibor, Tiringer László |
| 2012. december 1. 16:00 (UTC+1) | 1× 2×             | Jegyzőkönyv [] | 3× 3×              | Balatonszemes Nézőszám: 0 Játékvezetők: Gachovetz Tibor, Tiringer László |

Szezonszünet

### Női junior bajnokság (NB II)
Hamarosan!